# Final Fantasy XIV (2010)
| Системные требования | Системные требования                                                                                                  | Системные требования                                                                                                  |
| -------------------- | --- | --- |
|                      | Минимальные | Рекомендуемые |
| Windows              | | |
| ОС                   | Windows XP с Service Pack 3 или Windows Vista с Service Pack 2 или Windows 7                                          | Windows XP с Service Pack 3 или Windows Vista с Service Pack 2 или Windows 7                                          |
| ЦПУ                  | Intel® Core™ 2 Duo (2.0GHz) или AMD Athlon™ X2 (2.0GHz)                                                               | Intel® Core™ 2 Duo (2.0GHz) или AMD Athlon™ X2 (2.0GHz)                                                               |
| Объём ОЗУ            | 1.5GB и выше (для Windows XP), 2.0GB и выше (для Windows Vista и Windows 7)                                           | 1.5GB и выше (для Windows XP), 2.0GB и выше (для Windows Vista и Windows 7)                                           |
| Место на диске       | 15 GB свободного пространства                                                                                         | 15 GB свободного пространства                                                                                         |
| Видеокарта           | Direct3D 9.0c-совместимая видеокарта 512 Мб (или больше) NVIDIA® GeForce® 9600 или выше; ATI Radeon™ HD 2900 или выше | Direct3D 9.0c-совместимая видеокарта 512 Мб (или больше) NVIDIA® GeForce® 9600 или выше; ATI Radeon™ HD 2900 или выше |
| Звуковая плата       | 100%-я DirectX 9.0c-совместимая звуковая карта                                                                        | 100%-я DirectX 9.0c-совместимая звуковая карта                                                                        |
| Сеть                 | Для активации игры и мультиплеера необходимо интернет-соединение                                                      | Для активации игры и мультиплеера необходимо интернет-соединение                                                      |
| Устройства ввода     | клавиатура, компьютерная мышь, геймпад                                                                                | клавиатура, компьютерная мышь, геймпад                                                                                |

Final Fantasy XIV (яп. ファイナルファンタジーXIV файнару фантадзи: фо:ти:н) — массовая многопользовательская ролевая онлайн-игра, разработанная и изданная для Microsoft Windows японской компанией Square Enix. Это вторая онлайн-игра в серии Final Fantasy после Final Fantasy XI.
Игра не была связана прямо с предыдущими частями серии Final Fantasy, хотя и почерпнула из предыдущих игр ряд сюжетных, дизайнерских и геймплейных элементов. Её действие происходило на вымышленном материке Эорзея (англ. Eorzea), где различные независимые государства пытаются противостоять вторжению агрессивной Гарлеанской империи. Игрокам предлагалось исследовать мир Эорзеи, выполняя различные задания и взаимодействуя друг с другом.
Поддержка Final Fantasy XIV осуществлялась в течение двух лет, с сентября 2010 года по ноябрь 2012. С момента выхода Final Fantasy XIV подвергалась ожесточенной критике со стороны игроков и журналистов, указывавших на очень низкое качество игры. В 2012 году компания Square Enix приняла решение прекратить поддержку игры и заменить её игрой-преемницей под тем же названием, первоначально выпущенной в 2013 году с подзаголовком Final Fantasy XIV: A Realm Reborn. Действие A Realm Reborn происходит в том же мире, и игрокам было позволено перенести своих персонажей из закрытой Final Fantasy XIV в A Realm Reborn.

## Игровой процесс
Игроку в Final Fantasy XIV предлагалось управлять настраиваемым персонажем-приключенцем одной из пяти доступных рас. У каждой расы наличествует два племени, но не все племена дают выбор создания и мужского, и женского аватара. Настройка аватара предлагает игроку выбрать черты лица, цвет волос, причёску и прочие детали настройки внешнего вида. Стартовая локация и начало игры зависят от выбора игрока. Для прокачки игроку доступны два вида заданий: сюжетные (англ. Main Story Quests, MSQ) и так называемые ливквесты (англ. Levequests), доступные через Гильдию Приключенцев побочные задания.
В отличие от большинства игр своего жанра, многие задания в Final Fantasy XIV сбалансированы таким образом, чтобы игроку не нужно было постоянно прибегать к игре с другими игроками на сервере. Также в игре отсутствовала авто-атака, каждый навык должен был активироваться вручную, пока игрок сфокусирован на противнике.
Изначально в игре также присутствовало ограничение на количество XP, которые игрок может заработать в единицу времени. Единицей времени в Final Fantasy XIV являлась неделя. В течение недели игрок может потратить на зарабатывание очков 8 часов, по истечении 8 часов количество очков, получаемых за выполнение заданий и убийство монстров, будет уменьшаться в течение 7 часов до нуля. То есть за 7 дней игрок может прокачивать своего персонажа только 15 часов, всё остальное время играет в своё удовольствие. Создатели игры аргументировали введение подобной системы необходимостью соблюдения баланса — всем людям должно быть одинаково интересно играть вне зависимости от количества времени, проведённого за игрой. Игроки, которые имеют возможность играть дольше чем остальные, не должны иметь заметного преимущества перед теми, кто проводит за игрой меньше времени. Было также приведено сравнение с реальной жизнью: если проводить в спортзале каждый день по 3-4 часа, то на здоровье человека это не скажется в лучшую сторону, а даже навредит ему — организм не будет развиваться пропорционально количеству часов, проведённых в зале. Данные изменения в игровой системе не были положительно восприняты хардкорными игроками, однако привлекли внимание казуальных представителей игровой общественности. После выхода дополнения A Realm Reborn ограничение было убрано и на данный момент в игре не присутствует.

### Игровые классы
Благодаря системе снаряжения Final Fantasy XIV, оружие игрока определяет его игровой класс (специализацию). Классы в игре делятся на боевые — Последователи Войны (англ. Disciples of War, персонажи-воины, полагающиеся на тяжелое ручное оружие) и Последователи Магии (англ. Disciples of Magic, волшебники и чародеи) — и мирные — Последователи Ремесла (англ. Disciples of Hand, ремесленники) и Последователи Земли (англ. Disciples of Land, собиратели ресурсов).

## Сюжет

### Мир
Сюжет Final Fantasy XIV разворачивается в вымышленном фэнтезийном мире. Действие Final Fantasy XIV происходит на континенте Эорзея (англ. Eorzea) — одном из трёх континентов планеты Хайделин. Территория Эорзии поделена между тремя крупными нациями: лесной страной Гридания, султанатом Уль'Да посреди пустынной зоны и талласократическим портовым государством Лимса Ломинса. В Эорзии также существует город учёных Шарлаян и Гарлеанская Империя — враждебное технологичное государство на севере материка, которое выступает центральной антагонистической силой. За пять лет до начала событий игры, империя Гарлемара вторглось в земли Ала Миго, но планам не удалось воплотиться из-за вовлечения в конфликт древнего дракона Мидгарсорма и его войск. Чтобы защититься от враждебно настроенной Гарлеанской Империи, государства Эорзии заключили пакт, в результате которого было принято решение о формировании Великих Компаний в каждой стране; каждая из них формировалась из числа свободных приключенцев.

### Играбельные расы
- Хьюр (англ. Hyur, на ранних стадиях разработки игры была известная как Hyuran) — самая многочисленная раса мира Эорзии. Наиболее близкие по внешнему виду к людям, в зависимости от места обитания делятся на живущих в горах и живущих в центре мира. После падения столицы расы — города Ала Миго, численность некогда многочисленной горной части нации резко сократилась и теперь её представителей очень сложно встретить.
- Мико'те (англ. Miqo'te) — кошкоподобная раса охотников, разделена на Дневной и Ночной кланы. Называние первого — «Ищущие Солнце» (англ. Seekers of the Sun), второго — «Хранители Луны» (англ. Keepers of the Moon). Клан «Ищущие Солнце» активен в дневное время и поклоняется богу Арзема, клан «Хранители Луны» активен в тёмное время суток и поклоняется богу Манефина.
- Лалафель (англ. Lalafell) — малочисленная низкорослая раса фермеров, пришедшая с островов в Южных морях. В настоящее время распространена по всему миру, но предпочитают не селиться в районах с холодным климатом. Раса состоит из двух видов: обитатели дюн — живут в пустынях, и обитатели полей — живут в соломенных домах, благодаря превосходному слуху способны расслышать малейший шум.
- Элезен (англ. Elezen) — древнейшая раса, ранее правившая миром Эорзии. Состояли в войне с расой Hyuran, когда последние вторглись в мир. В настоящий момент обе расы сосуществуют в мире. Раса состоит из двух видов: обитатели лесов — сотни лет представители вида жили в лесах, затем приспособились к городской жизни, а после вернулись к жизни в полях, обитатели тени — раньше жили в темных пещерах, многие настоящие представители вида до сих пор продолжают проживать в пещерах, занимаются воровством, презирают вид живущих в лесах.
- Рогадин (англ. Roegadyn) — раса высоких и крепких мореплавателей, обитающая в Северных морях. Делится на два вида: Стражи Ада — живут у кратера вулкана, который по их поверию является воротами в ад, и Морские Волки — бывшие пираты, пришедшие из Северных морей, в настоящее время работающие моряками.

### Сюжет
Игрок-приключенец начинает в одном из городов трёх государств Эорзии. После начала игры выясняется, что у персонажа игрока есть способность к Эхо — возможности видеть фрагменты прошлого. Приключенец-герой вовлекается сразу в два идущих параллельно конфликта: с одной стороны игрок помогает Эорзии противостоять натиску Гарлеанской империи (гарнизоны которой возглавляются амбициозным генералом-легатом Гаем Ван Бэлзаром), а с другой сохранить стабильность в отношениях с племенами зверолюдей, которые пытаются призвать опасных древних существ, прималов. Со временем игрок вовлекается и в третью угрозу, куда более масштабную — ещё один легат Империи, Наэль Ван Дарнус, пытается избавиться от племён зверолюдей, обрушив с помощью арканной магии на Эорзию вторую луну планеты Хайделин, Даламуд. Противостоит замыслу Наэля уважаемый на континенте учёный из Шарлаяна, Луисуа Левеллёр, вместе со сбежавшим из Гарлемара изобретателем и механиком Сидом Гарлондом и поддерживающей Луисуа группой приключенцев под названием Круг Доверия.
Все попытки отдельных стран взять штурмом имперскую крепость Каструм Новус, где содержится притягивающий Даламуд ретранслятор, оборачиваются неудачами, в связи с чем страны объединяются под флагом Альянса Эорзии. План оказывается успешным: Приключенцы вместе с Альянсом захватывают крепость и уничтожают маяк, но победа приходит слишком поздно — Даламуд уже слишком приблизился к планете, чтобы вернуться на собственную орбиту.
Луисуа и Круг Доверия предлагают герою отправиться в 12 святилищ Эорзии, где ему нужно заручиться поддержкой Двенадцати (англ. The Twelve) — божественным сущностям, которые могут помочь вернуть Даламуд обратно на орбиту. Приключенцы отправляются в назначенные места и выполняют задание, после чего они отправляются на поле боя с войсками Наэля на предполагаемое место крушения Даламуда.
Но Даламуд оказывается не спутником планеты, а тюрьмой для Старшего Примала Багамута — титанического дракона, запертого в заключении древними расами. Разъярённый после долгого пребывания в заточении Даламуда, Багамут начинает уничтожать Эорзию. Призыв Двенадцати проваливается, и Луисуа ценой своей жизни использует остатки своей силы, чтобы отправить Приключенцев в разлом времени и вернуть их тогда, когда Эорзия восстановится.

## Разработка и поддержка игры

### Хронология разработки игры
Впервые игра Final Fantasy XIV была анонсирована 2 июня 2009 года на выставке E3. Было объявлено, что игра будет доступна только на платформах PC и PlayStation 3. В разработке игры принимает участие команда, ранее работавшая с предыдущими играми серии: Хиромити Танака (англ. Hiromichi Tanaka; продюсер, работал над созданием Final Fantasy I, Final Fantasy II, Final Fantasy III, Final Fantasy XI), Нобуяки Комото (англ. Nobuaki Komoto; гейм-директор, работал над созданием Final Fantasy IX, Final Fantasy XI), Акихико Ёсида (англ. Akihiko Yoshida; арт-директор, работал над созданием Vagrant Story и Final Fantasy XII) и Нобуо Уэмацу (англ. Nobuo Uematsu; композитор, написал музыку ко всем основным играм серии, начиная с Final Fantasy I и заканчивая Final Fantasy XII).
3 июня 2009 года в ходе пресс-конференции Square Enix было сообщено, что разработка игры ведётся уже почти 5 лет параллельно с разработкой Final Fantasy XI. Релиз будет произведён для всех территорий одновременно и игра будет доступна в четырёх локализациях: японская, английская, французская и немецкая. При наличии спроса также рассматривается возможность выпуска испанской локализации. Было заявлено, что невозможно будет перенести героев из Final Fantasy XI в Final Fantasy XIV, а также то, что в игру вернутся чокобо.
5 августа 2009 года в журнале Famitsu помимо всего прочего были перечислены расы, которые будут доступны в Final Fantasy XIV (30 марта 2010 года стала доступна более подробная информация об этих расах).
21 августа 2009 года, после ознакомления с промежуточной версией игры, представители портала IGN обнародавали новые подробности:
- мир Final Fantasy XIV будет меньше чем мир Final Fantasy XI;
- бои будут проходить в реальном времени и не в автоматическом режиме;
- игроки будут получать задания от парящих кристаллов, которые можно найти в различных уголках мира;
- некоторые задания будут ограничены временем, за которое их необходимо выполнить;
- игра будет поддерживать образование игроками гильдий и у каждого игрока также будет своя страница для общения с остальными игроками;

10 июня 2010 года стал доступен первый скриншот из готовящегося к презентации на E3 трейлера игры Final Fantasy XIV. Сам трейлер был продемонстрирован публике 15 июня 2010 года.
17 июня 2010 года стало известно, что Final Fantasy XIV поддерживает 3D.
В августе 2010 года на выставке GamesCom, проходившей в Германии, Хиромити Танака (англ. Hiromichi Tanaka) в беседе с журналистом ресурса VG247 объяснил причину задержки выхода игры для консоли PlayStation 3 — память. Было сказано, что недостатка в памяти нет на PC, но в то же время объём её ограничен на консоли от Sony, но команда активно с ней работает: добавляет и кастомизирует. При попытке уточнить, про какую именно память идёт речь: HDD или Blu-ray, Хиромити Танака (англ. Hiromichi Tanaka) на английском ответил без каких-либо уточнений: «Память». Скорее всего речь шла о RAM.
14 сентября 2010 года за день до официальной презентации на Tokyo Game Show студия Square Enix выложила семиминутный ролик в высоком разрешении о мире игры Final Fantasy XIV. В конце ролика были подтверждены даты выхода версий для PC и была указана более общая информация для PlayStation 3 — март 2011 года.
16 ноября 2010 года студия Square Enix продлила бесплатный период пользования многопользовательской игрой ещё на 30 дней.
10 декабря 2010 года на официальном сайте игры размещено объявление о том, что период бесплатного мультиплеера для PC версии продлён на неопределенный срок, а выход версии для консоли PlayStation 3 отложен, то есть игра не появится на прилавках в марте 2011 года, как было заявлено раньше. Президент студии Square Enix Ёити Вада (англ. Yoichi Wada ) извинился перед всеми поклонниками, ожидающими игру, и объяснил смещение даты релиза тем, что студия желает не просто выпустить порт Windows версии игры на PlayStation 3, но и реализовать все идеи, которые накопились у создателей. Так же информация на сайте сообщает о том, что была произведена реструктуризация команды разработки игры.

#### Бета-версия
28 февраля 2010 года на шоу Tokyo Game Show, проходившем в Токио, Square Enix раскрыла подробности процесса бета-тестирования Final Fantasy XIV. Предшествовать этому будет альфа-тестирование, к бета-тестированию будут привлечены избранные игроки. Представители студии начали связываться с этими игроками начиная с 1 марта 2010 года, приглашения также получили все участники VanaFest — мероприятие, посвященное игре Final Fantasy XI, прошедшее в рамках Tokyo Game Show. Сайт для бета-тестеров был запущен 11 марта 2010 года.
Первые отзывы об альфа-версии появились в начале мая 2010 года. Бета-версия появится в начале июля 2010 года.
23 августа 2010 года студия Square Enix сообщила, что третья фаза закрытого бета-тестирования закончится 25 августа 2010 года и перейдёт в стадию открытого бета-тестирования. Открытая бета-версия будет выпущена в начале сентября 2010 года, более точная дата не сообщается.
27 августа 2010 года студия Square Enix сообщила точную дату начала публичного бета тестирования игры Final Fantasy XIV — 1 сентября 2010 года. Так же в этот день был выпущен ещё один трейлер игры.
31 августа 2010 года на официальном сайте студии Square Enix вывешен анонс, что выход публичной бета версии Final Fantasy XIV отложен из-за наличия в текущей версии некоего количества критических ошибок. В ближайшее время студия обещала объявить новую дату начала публичного бета тестирования.
1 сентября 2010 года студия Square Enix объявила, что публичное бета тестирование начнётся 2 сентября 2010 года. Как выяснилось позже, публичное бета тестирование шло всего чуть более двух недель и закончилось 19 сентября 2010 года.

#### Релиз игры
Выпуск игры Final Fantasy XIV для персонального компьютера состоялся в конце сентября 2010 года. По мнению CEO Square Enix выход продукта в том виде, в котором он дошёл до покупателя, сильно навредил имиджу игр серии Final Fantasy. Выход игры для игровой консоли PlayStation 3 релиз был изначально запланирован на март 2011 года, однако впоследствии был перенесен на третий квартал 2012 года. Игра будет выпущена полностью переработанной о чём будет говорить номер её версии — 2.0, такое же обновление будет сделано и для версии игры для PC.

#### Версия для консолей Xbox 360 и Xbox One
В интервью порталу 4players.de Хиромити Танака (англ. Hiromichi Tanaka) рассказал о том, что компания Microsoft отказалась работать над версией для Xbox Live, так как по мнению компании сервис на данном этапе не предназначен для MMOG. После этого все разработки Final Fantasy XIV для консоли компании Microsoft были остановлены. Следует заметить, что в 2009 году Танака заявлял, что разработка для консоли Xbox 360 была приостановлена из-за проблем с сервисом Xbox Live.
18 августа 2010 года Хиромити Танака (англ. Hiromichi Tanaka) в интервью на выставке GamesCom сообщил, что версия проекта для Xbox 360 не отменена, а всё так же находится в замороженном состоянии — студия ведёт переговоры с Microsoft. Хиромити Танака так же отметил, что даже приблизительно не может предположить, когда возобновится работа над версией для консоли от Microsoft.

## Музыкальное сопровождение
Музыка к Final Fantasy XIV была написана Нобуо Уэмацу, регулярным композитором серии Final Fantasy. Изначально Уэмацу планировал работать над финальной музыкальной темой к Final Fantasy XIII, но, по просьбе команды разработки Final Fantasy XIV, присоединился к ним для создания музыки, оставив работу над Final Fantasy XIII на Масаси Хамаудзу.
По мотивам Final Fantasy XIV было выпущено несколько полноценных альбомов.

## Типы издания

Содержимое упаковки лимитированного издания Final Fantasy XIV

Кроме обычного издания для платформы PC также будет доступно коллекционное издание игры Final Fantasy XIV. Для консоли PlayStation 3 будет доступно только стандартное издание. В коллекционное издание входит:
- сосуд с кусочком мира Йорзи (англ. Eorzea); (входит только в Европейское издания и является, по сути, железной банкой, обшитой кожей, в которой нельзя хранить продукты, воду и прочее).
- DVD с записями процесса создания игры;
- более ранний доступ к сетевой игре (коллекционное издание выходит на одну неделю раньше обычного издания);
- бесплатный 30-дневный доступ к сетевой игре (при приобретении обычной версии игры игроку также предоставляется бесплатный доступ на 30 дней[31]);
- диск с игрой;
- документация к игре;
- пароль для приглашения в сетевую игру друга, друг может играть в сетевую игру бесплатно в течение какого-то ограниченного времени;
- карта мира Йорзи (англ. Eorzea);
- токен для обеспечения безопасности, работает совместно с паролем игрока;
- игровой артефакт The Onion Helm[31];
- журнал для записи информации о своих путешествиях.

## Отзывы
| Сводный рейтинг | Сводный рейтинг |
| Агрегатор       | Оценка          |
| --------------- | --------------- |
| GameRankings    | 50,27 %         |